# Cucumaria sachalinica
Cucumaria sachalinica is een zeekomkommer uit de familie Cucumariidae.
De wetenschappelijke naam van de soort werd in 1949 gepubliceerd door D'yakonov.